# Avon (Deux-Sèvres)
Avon é uma comuna francesa na região administrativa da Nova Aquitânia, no departamento de Deux-Sèvres. Estende-se por uma área de 12,54 km². Em 2010 a comuna tinha 66 habitantes (densidade: 5,3 hab./km²).